# Editorial Base
Editorial Base és una empresa editorial amb seu a Barcelona fundada el 1972. Es dedica a la publicació de llibres, tant científics com de ficció, i està especialitzada en assaig històric.
Té una activitat estretament lligada als historiadors Santiago Sobrequés i Vidal i Jaume Sobrequés i Callicó, que la van orientar cap a la publicació d'una col·lecció multiperspectivista de volums d'història de Catalunya, on s'inclouen estudis de prestigiosos acadèmics com Josep Fontana, l'hispanista Paul Preston, el medievalista Stefano Maria Cingolani, l'hel·lenista Eusebi Ayensa o l'historiador de l'art Xavier Barral i Altet.